# 带状瓶尔小草
带状瓶尔小草（学名：Ophioderma pendula），为瓶尔小草科带状瓶尔小草属下的一个植物种。